# Bella Polini
Bella Polini (eigentlich Bella Gräfin Habdank von Skoroszewska; * 13. Dezember 1896 in Inowrazlaw, Deutsches Reich; † nach 1933) war eine deutsche Stummfilmschauspielerin.

## Leben und Wirken
Die deutsch-polnischem Adel entstammende Bella Polini wuchs bis zu ihrem 17. Lebensjahr auf dem gräflichen Landgut ihrer Großeltern auf. Auf Schloss Carolewa bei Punitz erhielt sie Privatunterricht und ließ sich bei dem Regisseur Stanislaw Fischer nach Vilnius künstlerisch fortbilden. Nach einigen wenigen Theatererfahrungen als Gastspielkünstlerin mit selbstverfassten Einaktern wurde sie zu Beginn der 1920er Jahre für den Film entdeckt und erhielt mehrere Rollen in Produktionen von und mit Harry Piel. Zudem spielte sie im Märchenstummfilm Hans im Glück in der Regie von Alf Zengerling die Mutter der Titelfigur. Filmreisen führten sie nach Österreich, Italien, Schweiz, Tschechoslowakei und Dalmatien. Nach nur wenigen Jahren verschwand Bella Polini wieder aus dem Blickfeld der Öffentlichkeit. Sterbedatum und Sterbeort sind derzeit unbekannt.

## Filmografie
- 1920: Der Bucklige und die Tänzerin
- 1920: Der Verächter des Todes
- 1920: Das Gefängnis auf dem Meeresgrunde
- 1920: Der schwarze Graf
- 1921: Morast
- 1921: Das grüne Zimmer
- 1921: Liebes-Hintertreppen
- 1921: Die Brillanten-Mieze, zwei Teile
- 1922: Die Kartenlegerin
- 1922: Die rote Marianne (auch Drehbuch)
- 1926: Dürfen wir schweigen?
- 1928: Hans im Glück